# Ballando con te
Ballando con te è stato un programma televisivo italiano di genere talent show, spin-off di Ballando con le stelle, andato in onda nella primavera del 2012 in prima serata su Rai 1.

## Il programma
Il programma differisce da Ballando con le stelle in quanto vi prendono parte come concorrenti non solo persone famose, ma anche persone comuni con la passione per il ballo.
Il programma è andato in onda subito dopo il termine dell’ottava edizione di Ballando con le stelle. I concorrenti sono stati divisi in due squadre, ognuna composta da 3 dei migliori concorrenti vip delle ultime due edizioni di Ballando con le stelle e da 3 persone non famose risultate vincenti di una prima fase eliminatoria svoltasi all'interno dell'edizione appena conclusa di Ballando con le stelle. I concorrenti vip gareggiano in un circuito denominato "Coppa dei campioni", mentre i concorrenti non famosi competono tra di loro, ognuno accompagnato da uno dei maestri di Ballando con le stelle.
La "Coppa dei campioni" viene vinta con il 43% delle preferenze dalla coppia formata da Kaspar Capparoni e Julija Musichina, già vincitori della settima edizione di Ballando con le stelle. Segue al secondo posto con il 33% delle preferenze la coppia formata da Anna Tatangelo e Stefano Di Filippo e terza invece la coppia vincente dell’edizione appena terminata di Ballando con le stelle, Andrés Gil e Anastasia Kuzmina. Il circuito di Ballando con te viene invece vinto dalla coppia formata da Ester Condorelli e Raimondo Todaro.
Dopo alcuni anni di pausa, dal 2016 il titolo torna in onda, non più come programma a sé stante, ma come segmento all'interno delle puntate di Ballando con le stelle, e rivolto esclusivamente alle persone comuni appassionate di ballo selezionate dal programma Ballando on the Road.

## Cast

### Concorrenti

#### Team Bobo
| Concorrente       | Attività         | Insegnante          | Edizione di provenienza |
| ----------------- | ---------------- | ------------------- | ----------------------- |
| Bobo Vieri        | Ex calciatore    | Natalia Titova      | Ottava edizione         |
| Anna Tatangelo    | Cantante         | Stefano Di Filippo  | Ottava edizione         |
| Andrés Gil        | Attore e modello | Anastasija Kuz'mina | Ottava edizione         |
| Franco Sperati    | Non famoso/a     | Vicky Martin        | -                       |
| Ester Condorelli  | Non famoso/a     | Raimondo Todaro     | -                       |
| Claudia Mottolese | Non famoso/a     | Samuel Peron        | -                       |

#### Team Marco
| Concorrente       | Attività      | Insegnante         | Edizione di provenienza |
| ----------------- | ------------- | ------------------ | ----------------------- |
| Marco Delvecchio  | Ex calciatore | Sara Di Vaira      | Ottava edizione         |
| Bruno Cabrerizo   | Modello       | Ekaterina Vaganova | Settima edizione        |
| Kaspar Capparoni  | Attore        | Julija Musichina   | Settima edizione        |
| Maria Pia Sperati | Non famoso/a  | Simone Di Pasquale | -                       |
| Luca Tarquinio    | Non famoso/a  | Samanta Togni      | -                       |
| Simone Biagi      | Non famoso/a  | Annalisa Longo     | -                       |

### Giuria
- Ivan Zazzaroni
- Fabio Canino
- Carolyn Smith (presidente di giuria)
- Guillermo Mariotto

## Ascolti
| Puntata | Data          | Telespettatori | Share  |
| ------- | ------------- | -------------- | ------ |
| 1       | 24 marzo 2012 | 4 447 000      | 20,43% |
| 2       | 31 marzo 2012 | 3 881 000      | 18,34% |
| 3       | 7 aprile 2012 | 3 512 000      | 17,61% |